# 安·B·戴维斯
安·B·戴维斯（英語：Ann B. Davis，1926年5月3日—2014年6月1日），女，美国演员。曾获得黄金时段艾美奖喜剧类电视系列剧最佳女配角。